# William Press (scientifique)
Pour les articles homonymes, voir William Press.
William H. Press (né le 23 mai 1948) est un astrophysicien et informaticien américain avec une compétence en bio-informatique.

## Prix et récompenses
- Prix Helen B. Warner pour l'astronomie, en 1981